# 黎平会议会址
26°14′08″N 109°08′07″E / 26.23556°N 109.13528°E
黎平会议会址位于中国贵州省黎平县县城德凤镇二郎坡，是1934年中央红军长征途径黎平时召开黎平会议的会址，2006年被列为第六批全国重点文物保护单位，毛泽东旧居、红军教导师及红军干部修养连驻地一同列入保护。
黎平会议会址位于二郎坡52号，时为红军总司令部驻地，原为胡荣顺店铺，建于清嘉庆年间，占地800平方米，建筑面积634平方米，砖木结构平房，共三进九天井。
毛泽东旧居位于二郎坡3号，原为朱家住宅，为二进二层五间木结构楼房，占地832平方米，建筑面积572平方米。
红军教导师及红军干部修养连驻地原为廖家住宅及店铺，建于清末，共有三进，为前店后宅式建筑。